# Suzanne Kiffer-Porte
Suzanne Kiffer-Porte (* 21. März 1901 in Paris; † 14. Januar 1985 ebenda) war eine französische Schwimmerin.

## Karriere
Kiffer-Porte begann ihre Karriere im Jahr 1921 bei den Olympischen Frauenspielen. Dort nahm sie an verschiedenen Wettbewerben der Sportarten Leichtathletik und Schwimmen teil. Im Folgejahr errang sie Silber bei den französischen Meisterschaften über 200 m Brust – 1923 gewann sie selbige Medaille erneut. Im Februar 1924 stellte sie einen neuen nationalen Rekord über 100 m Brust auf und wurde nachfolgend für die Olympischen Spiele im selben Jahr nominiert. In Paris scheiterte sie im Wettbewerb über 200 m Brust als Fünfte ihres Vorlaufs an der Finalqualifikation. 1925 gewann sie mit Bronze eine weitere Medaille bei den französischen Meisterschaften über 200 m Brust, 1926 folgte eine letzte Silbermedaille in selbiger Disziplin.